# Merle Haggard
Merle Ronald Haggard (Bakersfield, 6 aprile 1937 – Palo Cedro, 6 aprile 2016) è stato un cantante statunitense di musica country.

## Biografia
Nato a Bakersfield da James Francis Haggard e Flossie Mae Harp, ha avuto un'adolescenza difficile, dopo aver perso il padre all'età di nove anni, e a tredici ha iniziato a commettere furti, tanto da finire per qualche tempo in riformatorio.
Ha trascorso gran parte degli anni Cinquanta in carcere, inclusi tre anni di detenzione a San Quentin per rapina a mano armata. Durante quest'ultima detenzione ha potuto ascoltare Johnny Cash in una celeberrima esibizione all'interno del carcere, e al suo rilascio (nel 1960) si è dedicato seriamente alla musica, alternandola inizialmente col lavoro di manovale.
Tra le sue ispirazioni, oltre a Cash, vi è un famoso esponente dell'Honky tonk come Lefty Frizzell, ma Haggard riconosce anche l'influenza di personaggi come Bob Wills e Jimmie Rodgers.
Tra i suoi brani più famosi vi sono Okie from Muskogee e Workin' Man Blues, entrambi del 1969 e pubblicati per la Capitol nell'album Okie from Muskogee. Ha portato 40 diversi brani al primo posto delle classifiche statunitensi di vendita.
È morto il 6 aprile 2016 in seguito ad una polmonite, nel giorno esatto del suo 79º compleanno.

## Discografia
- 1971 - Someday We'll Look Back